# Kroatische voetbalbeker
De Beker van Kroatië (Kroatisch: Hrvatski nogometni kup) is het nationale voetbalbekertoernooi van Kroatië dat door de Kroatische voetbalbond (HNS) wordt georganiseerd.
Het toernooi werd in 1941 voor het eerst georganiseerd. In 1992, nadat Kroatië opnieuw een onafhankelijke staat werd, werd het toernooi opnieuw georganiseerd. De winnaar mag deelnemen aan de kwalificatieronden van de UEFA Europa Conference League (voorheen de UEFA Cup/Europa League).

## Historisch overzicht
N.B.' Tussen haakjes het aantal behaalde titels.
| Jaar | Winnaar               | Uitslag(en)       | Finalist             | Clubs | Goals | Gem. |
| ---- | --------------------- | ----------------- | -------------------- | ----- | ----- | ---- |
| 1941 | Građanski Zagreb (1)  | 2-2, 6-2          | Concordia Zagreb     |       |       |      |
|      |                       |                   |                      |       |       |      |
| 1992 | NK Inter Zaprešić (1) | 1-1, 1-0          | Croatia Zagreb       | 7     | 30    | 2.50 |
| 1993 | HNK Hajduk Split (1)  | 4-1, 1-2          | Croatia Zagreb       | 32    | 210   | 3.39 |
| 1994 | Croatia Zagreb (1)    | 2-0, 0-1          | HNK Rijeka           | 32    | 197   | 3.18 |
| 1995 | HNK Hajduk Split (2)  | 3-2, 1-0          | Croatia Zagreb       | 32    | 192   | 3.10 |
| 1996 | Croatia Zagreb (2)    | 2-0, 1-0          | NK Varteks Varaždin  | 32    | 292   | 4.70 |
| 1997 | Croatia Zagreb (3)    | 2-1               | NK Zagreb            | 32    | 116   | 3.14 |
| 1998 | Croatia Zagreb (4)    | 1-0, 2-1          | NK Varteks Varaždin  | 32    | 114   | 3.00 |
| 1999 | NK Osijek (1)         | 2-1 nv            | Cibalia Vinkovci     | 48    | 177   | 2.27 |
| 2000 | HNK Hajduk Split (3)  | 2-0, 0-1          | Croatia Zagreb       | 48    | 178   | 3.30 |
| 2001 | Dinamo Zagreb (5)     | 2-0, 1-0          | HNK Hajduk Split     | 48    | 200   | 3.77 |
| 2002 | Dinamo Zagreb (6)     | 1-1, 1-0          | NK Varteks Varaždin  | 48    | 171   | 3.23 |
| 2003 | HNK Hajduk Split (4)  | 1-0, 4-0          | NK Pula 1856         | 48    | 200   | 3.70 |
| 2004 | Dinamo Zagreb (7)     | 0-0, 1-1          | NK Varteks Varaždin  | 48    | 189   | 3.50 |
| 2005 | HNK Rijeka (1)        | 2-1, 1-0          | HNK Hajduk Split     | 48    | 186   | 3.44 |
| 2006 | HNK Rijeka (2)        | 4-0, 1-5          | NK Varteks Varaždin  | 48    | 200   | 3.70 |
| 2007 | Dinamo Zagreb (8)     | 1-0, 1-1          | NK Slaven Belupo     | 48    | 181   | 3.35 |
| 2008 | Dinamo Zagreb (9)     | 3-0, 0-0          | HNK Hajduk Split     | 48    | 185   | 3.43 |
| 2009 | Dinamo Zagreb (10)    | 3-0, 0-3 ns (4-3) | HNK Hajduk Split     | 48    | 178   | 3.36 |
| 2010 | HNK Hajduk Split (5)  | 2-1, 2-0          | HNK Šibenik          | 48    | 185   | 3.43 |
| 2011 | Dinamo Zagreb (11)    | 5-1, 3-1          | NK Varaždin          | 48    | 196   | 3.63 |
| 2012 | Dinamo Zagreb (12)    | 0-0, 3-1          | NK Osijek            | 48    | 165   | 3.06 |
| 2013 | HNK Hajduk Split (6)  | 2-1, 3-3          | NK Lokomotiva Zagreb | 48    | 162   | 3.24 |
| 2014 | HNK Rijeka (3)        | 1-0, 2-0          | Dinamo Zagreb        | 48    | 192   | 3.69 |
| 2015 | Dinamo Zagreb (13)    | 0-0 ns (4-2)      | RNK Split            | 48    | 189   | 3.57 |
| 2016 | Dinamo Zagreb (14)    | 2-1               | NK Slaven Belupo     | 48    | 170   | 3.62 |
| 2017 | HNK Rijeka (4)        | 3-1               | Dinamo Zagreb        | 48    | 179   | 3.65 |
| 2018 | Dinamo Zagreb (15)    | 1-0               | HNK Hajduk Split     |       |       |      |
| 2019 | HNK Rijeka (5)        | 3-1               | Dinamo Zagreb        |       |       |      |
| 2020 | HNK Rijeka (6)        | 1-0               | Lokomotiva Zagreb    |       |       |      |
| 2021 | Dinamo Zagreb (16)    | 6-3               | NK Istra 1961        |       |       |      |
| 2022 | HNK Hajduk Split (7)  | 3-1               | HNK Rijeka           |       |       |      |
| 2023 | HNK Hajduk Split (8)  | 2-0               | HNK Šibenik          |       |       |      |
| 2024 | Dinamo Zagreb (17)    | 0-0, 3-1          | HNK Rijeka           |       |       |      |
| 2025 | HNK Rijeka (7)        | 1-1, 1-0          | NK Slaven Belupo     |       |       |      |